# Football Brindisi 1912 2010-2011
Questa pagina raccoglie le informazioni riguardanti il Football Brindisi 1912 nelle competizioni ufficiali della stagione 2010-2011.

## Rosa
| N. |                      | Ruolo | Calciatore             |
| -- | -------------------- | ----- | ---------------------- |
|    | Italia (bandiera)    | A     | Alessandro Alessandrì  |
|    | Italia (bandiera)    | C     | Raffaele Battisti      |
|    | Italia (bandiera)    | P     | Davide Buono           |
|    | Italia (bandiera)    | A     | Gianfranco Caggianelli |
|    | Italia (bandiera)    | A     | Cosimo Camposeo        |
|    | Italia (bandiera)    | A     | Antonio Caputo         |
|    | Italia (bandiera)    | C     | Davide Cravaglio       |
|    | Italia (bandiera)    | A     | Fabio Ceccarelli       |
|    | Argentina (bandiera) | C     | Maximiliano Cejas      |
|    | Italia (bandiera)    | A     | Flavio Rocco Coduti    |
|    | Italia (bandiera)    | D     | Mattia Conte           |
|    | Italia (bandiera)    | A     | Carmelo Claudio Cosi   |
|    | Italia (bandiera)    | A     | Antonio D'Avanzo       |
|    | Italia (bandiera)    | A     | Marco Di Matteo        |
|    | Italia (bandiera)    | A     | Francesco Faccini      |
|    | Italia (bandiera)    | C     | Santo Finocchiaro      |
|    | Italia (bandiera)    | D     | Riccardo Formuso       |
|    | Italia (bandiera)    | D     | Daniele Fruci          |
|    | Italia (bandiera)    | C     | Lorenzo Gelfusa        |
|    | Italia (bandiera)    | A     | Pietro Gennari         |
|    | Italia (bandiera)    | D     | Francesco La Rosa      |
|    | Italia (bandiera)    | D     | Rinaldo Lispi          |
|    | Italia (bandiera)    | P     | Alessio Locatelli      |
|    | Italia (bandiera)    | C     | Pasquale Maiorino      |

| N. |                   | Ruolo | Calciatore           |
| -- | ----------------- | ----- | -------------------- |
|    | Italia (bandiera) | C     | Manolo Manoni        |
|    | Italia (bandiera) | P     | Massimo Marconato    |
|    | Italia (bandiera) | C     | Diego Matarazzo      |
|    | Italia (bandiera) | C     | Luca Minopoli        |
|    | Italia (bandiera) | D     | Francesco Montella   |
|    | Italia (bandiera) | C     | Giuseppe Morleo      |
|    | Italia (bandiera) | C     | Francesco Mortelliti |
|    | Italia (bandiera) | A     | Fabio Moscelli       |
|    | Italia (bandiera) | D     | Antonio Mottola      |
|    | Italia (bandiera) | D     | Emanuele Papa        |
|    | Italia (bandiera) | C     | Daniele Piro         |
|    | Italia (bandiera) | C     | Luigi Pisa           |
|    | Italia (bandiera) | C     | Nicola Pizzolla      |
|    | Italia (bandiera) | C     | Massimo Pollidori    |
|    | Italia (bandiera) | P     | Lorenzo Prisco       |
|    | Italia (bandiera) | C     | Sergio Pupino        |
|    | Italia (bandiera) | D     | Alessandro Radi      |
|    | Italia (bandiera) | A     | Salvatore Scarcella  |
|    | Italia (bandiera) | C     | Luca Spagnolo        |
|    | Italia (bandiera) | D     | Roberto Taurino      |
|    | Italia (bandiera) | C     | Alberto Tundo        |
|    | Italia (bandiera) | C     | Antonio Tundo        |
|    | Italia (bandiera) | P     | Andrea Vernich       |